# Der Todeskampf der Bismarck
Der Todeskampf der Bismarck ist ein 1946 erschienener frankobelgischer Comic.

## Handlung und Veröffentlichungen
Die 16 Seiten lange Kurzgeschichte, die den letzten Kampf des deutschen Schlachtschiffs Bismarck gegen die britische Kriegsmarine im August 1941 beschreibt, wurde zwischen September 1946 und Dezember 1946 im Spirou-Magazin veröffentlicht. Der Dupuis-Verlag fügte die Geschichte in Tout Buck Danny (1983) und L’intégrale Buck Danny (2010) ein. Auf Deutsch erschien die Geschichte im ersten Band der Buck-Danny-Gesamtausgabe von Salleck.

## Hintergrund
Es war die erste Zusammenarbeit zwischen Autor Jean-Michel Charlier und Zeichner Victor Hubinon und gleichzeitig auch die erste von Charlier selbst verfasste Geschichte. Charlier übernahm hierbei auch die technischen Details wie Schiffe und Flugzeuge sowie die Hintergründe, während Hubinon die Charaktere zeichnete. Diese Arbeitsteilung setzte sich bis in das Jahr 1951 fort.